# Alexios Aspietes
Alexios Aspietes (mittelgriechisch Ἀλέξιος Ἀσπιέτης; † Juni 1205 in Philippopel) war ein byzantinischer Gouverneur und Militärbefehlshaber armenischer Herkunft, der 1205 als Führer eines antibulgarischen Aufstandes in Philippopel zum Kaiser proklamiert wurde.

## Leben
Alexios Aspietes war vermutlich ein naher Verwandter der Generäle Michael Aspietes und Konstantin Aspietes, die im späten 12. Jahrhundert aktiv waren. Er erscheint zuerst im Jahr 1195 als Dux des Themas Serres. Im Auftrag von Kaiser Alexios III. führte er im Sommer oder Herbst einen Krieg gegen die aufständischen Bulgaren und Kumanen unter Theodor-Peter und Iwan Assen. Die Rebellen besiegten die Byzantiner in einer Schlacht an der Struma und nahmen Aspietes gefangen.
Zu einem unbekannten Zeitpunkt muss Alexios Aspietes wieder freigekommen sein, denn für das Frühjahr 1205 ist seine Anwesenheit in Philippopel bezeugt. Die Stadt war während des Vierten Kreuzzuges im Jahr zuvor durch die Kreuzritter besetzt worden. Unter dem Eindruck der vernichtenden Niederlage der Truppen des Lateinischen Kaiserreiches gegen den bulgarischen Zaren Kalojan in der Schlacht von Adrianopel am 14. April 1205 befürchtete die mehrheitlich griechische Stadtbevölkerung die baldige Rückeroberung Philippopels durch die Bulgaren. Aspietes ließ sich daraufhin zum Basileus ausrufen, offenbar mit dem Ziel, in Thrakien zwischen den Bulgaren und Lateinern einen byzantinischen Rest- bzw. Nachfolgestaat zu etablieren.
Kalojan entsandte umgehend seine Streitmacht gegen die Aufständischen, die sich nach kurzer Belagerung im Juni 1205 ergaben. Der Bulgarenzar ließ die Stadtoberen entgegen vorheriger Versprechungen, ihre Leben zu schonen, unter dem Vorwurf der Kollaboration mit den Lateinern hinrichten. Aspietes wurde dem Chronisten Niketas Choniates zufolge kopfüber aufgehängt und gevierteilt. Philippopel wurde zerstört, die überlebenden Gefolgsleute des Aspietes schlossen sich den Lateinern an oder flohen zu den Laskariden nach Nikaia.